# Bacalao (Insel)
Bacalao (oder auch Bacalhau, Bachalaos, Bacalhaos, Baccalieu, Baccalar) ist eine Phantominsel, die auf etlichen Karten des 16. Jahrhunderts verzeichnet war. Wahrscheinlich waren Sichtungen der Insel Neufundland Auslöser für den Eintrag von Bacalao auf den Seekarten. Erstmals erschien der Name 1508 auf einer Karte, Berichte über eine derartige Insel gab es aber schon vorher.
Bereits 1474 verlieh der portugiesische König Alfons V. Ländereien auf der Azoreninsel Terceira an den portugiesischen Seefahrer João Vaz Corte-Real für dessen Entdeckung von „Terra Nova do Bacalao“ (Neues Land des Stockfischs). Bartolomé de Las Casas schrieb über portugiesische Entdeckungsfahrten zum Land Bacalao (Terra do Bacalhau). Dies führte zu Vermutungen, dass Corte-Real Amerika bereits einige Jahrzehnte vor Kolumbus entdeckte.
Eine Theorie über den Ursprung des Namens geht davon aus, dass Fischer von der Iberischen Halbinsel bereits im 15. Jahrhundert vor Neufundland gefischt und Kabeljau zu Stockfisch (spanisch Bacalao oder  portugiesisch Bacalhau) verarbeitet hätten. Die Spekulationen um Bacalao fügen also weitere Mutmaßungen um die „wahren Entdecker Amerikas“ hinzu.
Im Nordwesten der neufundländischen Halbinsel Avalon liegt eine unbewohnte, nur 5 km² große Insel namens Baccalieu Island (auch Baccalao) mit der – heute – die Phantominsel namentlich verwechselt werden kann. Auch Jack Withers’ (1899–1964) Folksong The Cliffs of Baccalieu bezieht sich auf die reale neufundländische Insel.